# الحرب الأهلية الروديسية
حرب الأدغال الروديسية —المعروفة أيضا باسم حرب تحرير زيمبابوي— هي حرب أهلية جرت من يوليو 1964 إلى ديسمبر 1979 في دولة روديسيا غير المعترف بها (سميت لاحقا زيمبابوي روديسيا). تحاربت في الصراع ثلاث قوى ضد بعضها البعض: حكومة روديسيا تحت قيادة إيان سميث (فيما بعد حكومة زيمبابوي روديسيا بقيادة الأسقف هابيل موزريوا)؛ جيش التحرير الوطني الأفريقي الزيمبابوي، الجناح العسكري للاتحاد الوطني الأفريقي الزيمبابوي بقيادة روبرت موغابي؛ والجيش الثوري الشعبي الزيمبابوي تحت قيادة جوشوا نكومو، الفصيل العسكري التابع للاتحاد الشعبي الأفريقي الزيمبابوي.
أدت الحرب إلى توقيع تسوية داخلية في عام 1978 من قبل سميث وموزيريوا، أدى تنفيذها في يونيو 1979 إلى عقد الاقتراع العام في البلاد ونهاية حكم الأقلية البيضاء في روديسيا ثم تم إعادة تسمية البلاد باسم زيمبابوي روديسيا تحت حكم حكومة الأغلبية السوداء. ومع ذلك، فشل هذا النظام الجديد في كسب الاعتراف الدولي به واستمرت الحرب.
وحدت المفاوضات بين حكومة زيمبابوي روديسيا، الحكومة البريطانية وموغابي ونكومو الصفوف لإنشاء «الجبهة الوطنية» في بيت لانكاستر بلندن في ديسمبر كانون الأول 1979. عادت البلاد مؤقتا إلى الحكم البريطاني حتى عقد الانتخابات الجديدة تحت إشراف الكومنولث في مارس 1980. فاز الاتحاد الوطني الأفريقي الزيمبابوي في الانتخابات وأصبح موغابي أول رئيس وزراء لزيمبابوي في 18 أبريل 1980، عندما تحقق للبلاد الاعتراف الدولي باستقلالها.

## خلفية تاريخية
يمكن تتبع أصول الحرب في روديسيا إلى استعمار المنطقة من قبل المستوطنين البيض في أواخر القرن 19، ومعارضة القادة الوطنيين من الأفارقة السود لحكم الاقلية البيضاء. استوطن البريطانيون والجنوب أفريقيون روديسيا بداية من 1890 وفي الوقت الذي لم يكن قد تم منح وضع دومينيون لهم، سيطر الروديسيون البيض على مقاليد الحكم بالبلاد بعد 1923. في الكلمة الشهيرة «رياح التغيير» الذي وجهها إلى البرلمان في جنوب أفريقيا في عام 1960، ذكر رئيس الوزراء البريطاني هارولد ماكميلان نية بريطانيا في منح الاستقلال إلى المستعمرات البريطانية في أفريقيا تحت حكم الأغلبية السوداء.
كان العديد من البيض الروديسيين قلقين من تصفية الاستعمار وظنوا أن حكم الأغلبية السوداء سيجلب الفوضى كما حصل في الكونغو البلجيكية السابقة في عام 1960. أكدت بريطانيا على سياسة «لا للاستقلال قبل حكم الأغلبية» مما أدى إلى إعلان أحادي الجانب لاستقلال روديسيا في 11 نوفمبر 1965. على الرغم من حصول روديسيا على دعم جنوب أفريقيا المجاورة والبرتغال، التي تحكم موزمبيق، فإنه أبدا لم تكتسب الاعتراف الرسمي من أي بلد.
نظر العديد من البيض الروديسيين للحرب كواحدة من الوسائل للبقاء على قيد الحياة في روديسيا مع كل تلك الفظائع التي ارتكبت في الكونغو البلجيكية السابقة. نظر العديد من البيض (وأقلية كبيرة من السود الروديسيين) إلى أسلوب حياتهم بأنه تحت هجوم محدد عليهم مقارنة بمستويات معيشة شعوب بلدان أفريقية أخرى. نص دستور 1969 على انتخاب ممثلين من «غير الأوروبيين» (أساسا السود) يشغلون ثمانية مقاعد من أصل 66 مقعدا وهي مخصصة لزعماء قبائلهم.
في خضم هذه الخلفية، دعا القوميون السود إلى الكفاح المسلح لتحقيق الاستقلال في روديسيا تحت حكم الأغلبية السوداء. نبعت المقاومة أيضا من عدم المساواة الاقتصادية بين السود والبيض. في روديسيا، معظم الأراضي الخصبة مملوكة للبيض في حين أخد العديد من السود الأراضي القاحلة، في أعقاب عمليات الإخلاء القسري أو التصاريح من قبل السلطات الاستعمارية.

## المتحاربون

### قوات الأمن الروديسية

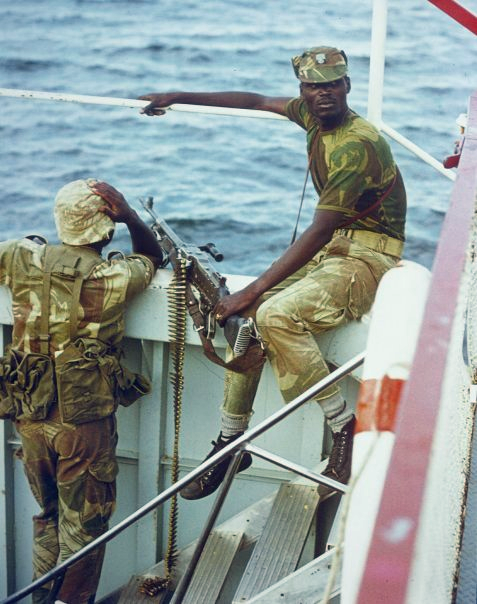
جنديين من قوات الأمن الروديسية

على الرغم من تأثير العقوبات الاقتصادية والدبلوماسية، روديسيا كانت قادرة على تطوير والحفاظ على قدرة عسكرية قوية ومهنية. في يونيو 1977, ذكرت مجلة التايم أن«كل رجل في صفوف جيش روديسيا يعد مشتركا في أرقى الوحدات المقاتلة في العالم». الجيش كان دائما نسبيا قوة عسكرية صغيرة وتتكون فقط من 3400 من القوات النظامية في عام 1970. ومع ذلك، فخلال عامي 1978 - 1979، كانت قد نمت إلى 10800 جندي نظامي بدعم من حوالي 40000 من جنود الاحتياط، على الرغم من أن في العام الذي سبق الحرب ربما كان أقل من 15.000 جندي متاح كلخدمة الفعلية. في حين أن الجيش النظامي تألف من السكان البيض أساسا (و بعض الوحدات، مثل وحدات الدفاع الجوي الروديسية ووحدات المشاة الخفيفة الروديسية كان جنودهم جميعا من البيض) حتى عامي 1978 - 1979 فإن غالبية الجنود في الواقع تألفوا من السود. الجيش الاحتياطي في المقابل كان إلى حد كبير يتكون من البيض وفي نهاية الحرب كان على نحو متزايد يتلم استدعائه للتعامل مع التمرد المتزايد في روديسيا. الجيش النظامي كان مدعوما من قبل القوات شبه العسكرية البريطانية وشرطة جنوب أفريقيا مع قوة من حوالي 8000 إلى 10000 من الرجال (غالبيتهم من السود) وبدعم من بين 19000 إلى 35000 من جنود الشرطة الاحتياطية. الحرب شهدت تشغيلا واسع النطاق للجيش الروديسي النظامي، فضلا عن وحدات النخبة مثل قوات الكشافة سيلوس ووحدات SAS الروديسية. الجيش الروديسي قاتل بشدة ضد المقاتلين القوميين السود وهو تألف من أفواج معظمها من السود مثل قوات بنادق روديسيا الأفريقية. على مدى الحرب كانت هناك استدعاءات متكررة لجنود الاحتياط لاستخدامهم بشكل متزايد في استكمال عمل الجنود المحترفين والعديد من المتطوعين من الخارج. في 1978، جميع الذكور البيض حتى سن 60 سنة خضعوا لاستدعاء لبدأ دورية في الجيش أما الرجال الأصغر سنا (يصل عمرهم كحد أقصى إلى 35 سنة) فقد كانوا بالتناوب يقضون ستة أسابيع في الجيش ثم مثلها في المنزل لتدريب الكل على القتال. العديد من المتطوعين من الخارج جاؤوا للقتال من بريطانيا، إيرلندا، جنوب أفريقيا، البرتغال، هونغ كونغ، كندا، أستراليا، نيوزيلندا والولايات المتحدة الأمريكية وهذه الأخيرة تم بيان أن ثلاثة من جنودها محتجزين في البلاد وقد كانت أمريكا قد اكتسبت خبرة في معرفة طرق حرب العصابات بفضل قتالها في حرب فيتنام وكان تجهيز الجيش الروديسي جيد جدا باحتواء ترسانته على شتى أنواع الأسلحة وتلقيه التدريب من الإمبراطورية البرتغالية واتحاد جنوب أفريقيا. إن القوات الجوية الروديسية (RhAF) عملت على مجموعة متنوعة من المعدات لتنفيذ العديد من الأدوار واكتسبت القوات الجوية الروديسية تدريبا عالي الدقة لمعرفة أساليب حرب عصابات العدو (أي جيش التحرير الوطني الأفريقي الزيمبابوي ZANLA والجيش الشعبي الثوري الأفريقي الزيمبابوي ZIPRA وقوات FROLIZI). عندما تم حظر تقديم الأسلحة، فإن RhAF فجأة افتقرت إلى قطع الغيار من الموردين الخارجيين لأسطولها من الطائرات بشكل رئيسي من الطائرات البريطانية، واضطرت عكلى العثور على وسائل بديلة للحفاظ على طائراتها سليمة لكن في الأخير اكتسبت عدة أنواع طائرات جديدة وأسلحة متطورة. في بداية الحرب، الكثير من المعدات العسكرية الروديسية كانت من دول الكومنولث البريطاني، لكن خلال فترة الصراع فإن معدات جديدة مثل السيارات المدرعة نوع إلاند تم شراؤها من دول الجنوب الأفريقي. العديد من الدبابات البولندية سوفيتية الصنع من نوع T-55 المتجهة إلى نظام عيدي أمين في أوغندا (في ذلك الوقت كانت الحرب الأوغندية-التنزانية قد اشتعلت) تم تحويلها إلى روديسيا من قبل قوات اتحاد جنوب افريقيا، على الرغم من أن ذلك الوقت لم يكن إلى العام الأول من الحرب. روديسيا أنتجت أيضا مجموعة كبيرة من العجلات تم تثبيت الألغام فيها واستخدمت في عربات عسكرية مدرعة، في كثير من الأحيان باستخدام مركبات مرسيدس أونيموغ، بما في ذلك نسخ من مرسيدس بينز UR-416 غير مرخصة للاستخدام. أثناء الحرب معظم المواطنين البيض كان عندهم أسلحة شخصية وكان من غير المألوف أن نرى ربات البيوت البيض يحملن رشاشات على عكس الحروب في المناطق الأخرى والعديد من المزارع والقرى في المناطق الريفية كثيرا ما هاجمها مقاتلين مناوئين للقوات الحكومية الروديسية. حكومة روديسيا قسمت البلاد إلى ثمانية مجالات جغرافية تشغيلية وكل واحد قامت فيه بعملية عسكرية: الحدود الشمالية الغربية (عملية الحارس), الحدود الشرقية (عملية تراشير), إقليم الحدود الشمالية الشرقية (عملية الإعصار), إقليم الحدود الجنوبية الشرقية (عملية الصدة), منطقة ميدلاند (عملية الكلاب), منطقة كاريبا (عملية الانشقاق), منطقة ماتابيليلاند (عملية الظل), ومنطقة سالزبوري وضواحيها (المعروفة باسم SALOPS وعملية SALOPS).

### قوات حرب العصابات القومية
الجماعات المسلحة الاثنتان الرئيسية اللتان قادتا الحملة العسكرية ضد حكومة إيان سميث كانتا جيش التحرير الوطني الأفريقي الزيمبابوي (ZANLA), الجناح العسكري للاتحاد الوطني الأفريقي الزيمبابوي (ZANU) والجيش الشعبي الثوري الأفريقي الزيمبابوي (ZIPRA), الجناح العسكري للاتحاد الشعبي الأفريقي الزيمبابوي (ZAPU). القتال إلى حد كبير كان في الأرياف وهاتان الحركاتان المتنافسان حاولتا تأمين الفلاحين بدعمهم لهم لتجنيد المقاتلين في حين كانوا سائرين في مضايقة المدنيين البيض الذين يشتغلون في الإدارة الروديسية لضمان الهيمنة المحلية و ZANLA و ZIPRA في بعض الأحيان قاتلا ضد بعضهما البعض وضد قوات الأمن الروديسية لكن في الغالب كانتا يقاتلان ضدها. على عكس سكان المدن، البيض الريفيين واجهوا خطرا كبيرا من طرف القوات المسلحة الروديسية (RhSF) و ZIPRA و ZANLA ، العديد منهم قتلوا لكن في عام 1979 لا يزال هناك 6000 من المزارعين البيض الأرياف وهذا رقم كبير في وقت كان أغلبهم يغادرون منازلهم.

#### جيش التحرير الوطني الأفريقي الزيمبابوي
ما يسمى ZANLA أو جيش التحرير الوطني الأفريقي الزيمبابوي كان الجناح العسكري للاتحاد الوطني الأفريقي الزيمبابوي. المنظمة لها روابط قوية مع حركة الاستقلال الموزمبيقية الرئيسية التي تسمى جبهة تحرير موزامبيق أو FRELIMO. قوات ZANLA أو جيش التحرير الوطني الأفريقي الزيمبابوي في النهاية كانت حاضرة في أكثر أو أقل قليلا من نصف البلاد، كما يتضح من خلال موقع تسريح جنود مناوئين في قواعد في نهاية الحرب في كل محافظة باستثناء شمال ماتابيليلاند إضافة إلى ذلك، كانت القتال كله حرب أهلية ضد ZIPRA وفي حالات نادرة ضد أطراف أخرى على الرغم من تشكيل جبهة مشتركة من قبل الأحزاب السياسية بعد 1978 وهذا ما جعل الحرب تسمى الحرب الأهلية الروديسية. كان لقوات ZANLA نية في احتلال الأرض لتحل محل الإدارة في المناطق الريفية ومن ثمة بدأ حملة ضد البيض والإدارة التقليدية. قوات ZANLA ركزت مجهودها على تسييس المناطق الريفية باستخدام القوة، الإقناع، علاقات القرابة والتعاون مع الريفيين لتنفيذ مشروعها. جنود ZANLA حاولوا شل الجهد الاقتصادي الروديسي من خلال زرع خزان للألغام الأرضية السوفيتية على الطرق. من 1972 إلى 1980 كانت هناك 2504 سيارة انفجرت من الألغام الأرضية (أساسا من نوع TM-46) مما أسفر عن مقتل 632 من المدنيين وإصابة 4410 آخرين. الكشف عن الألغام في الطرق زاد مع ازدياد ضراوة الحرب، في الواقع في 1978، حوالي 894 من الألغام و 244 الألغام الأخرى فجرت وتم استردادها يوميا في روديسيا. في استجابة لطلب المساعدة فإن الروديسيون قد تعاونوا مع جنوب افريقيا لتطوير مجموعة من الألغام الخاصة لحماية المركبات الخاصة بهم. فبدؤوا في استبدال الهواء في الإطارات بالمياه لاستيعاب قوة الانفجارات مهما كانت أو على الأقل تخفض حرارة الانفجار. في البداية كانت هذه العربات محمية بألواح صلبة غير قابلة للانحراف مثبتة بأكياس من الرمل والألغام المتنقلة آليا من نوع سيور. فيما بعد، الغرض في بناء هذه المركبات كان هو انجاز خمسة هياكل لتفريق وفيات الانفجار في مثل هذه المركبات وأصبح هذا أحداثا غير عادية.

#### الجيش الشعبي الثوري الأفريقي الزيمبابوي
قوات ZIPRA كان مكافحة للحكومة القائمة على قوة عرقية النديبيلي، بقيادة جوشوا نكومو وكانت ZIPRA الجناح العسكري للمنظمة السياسية التي تسمى الاتحاد الشعبي الأفريقي الزيمبابوي أو ZAPU وهما حسب رأي العموم يمثلان قوات الشيوعيين المتطرفين. على النقيض من ZANLA الجناح العسكري للاتحاد الوطني الأفريقي الزيمبابوي ذات الروابط مع موزمبيق، نكومو قاد قوات ZIPRA أكثر نحو القواعد المحلية الزامبية و ZANLA كانت يمثل الاشتراكيين المعتدلين. ومع ذلك لم يكن دائما يتلقى دعم حكومة زامبيا فقبل 1979، القوات المشتركة التي مقرها في زامبيا أو Umkhonto We Sizwe (الجناح المسلح لحزب المؤتمر الوطني الأفريقي من جنوب أفريقيا) ومقاتلي حزب سوابو (SWAPO) القادمين من جنوب غرب أفريقيا (ناميبيا حاليا) كانوا يمثلون تهديدا كبيرا للأمن الداخلي الزامبي. لأن السياسة الاستراتيجية لمنظمة ZAPU اعتمدت أكثر بشكل كبير على المفاوضات من القوات المسلحة، الجيش الشعبي الثوري الأفريقي الزيمبابوي لم ينمو بسرعة أو بشكل متقن كما جيش التحرير الوطني الأفريقي الزيمبابوي بل في 1979، حوالي 20000 من المقاتلين كانوا منسحبين إلى مخيلمات في جميع أنحاء لوساكا عاصمة زامبيا. قوات ZIPRA كانت مسؤولة عن اثنين من الهجمات على طائرات الفيكونت الجوية المدنية في روديسيا، في 3 سبتمبر 1978 و 12 فبراير 1979 عن طريق صواريخ SA-7 سطح جو، فمقاتليها أسقطوا كل طائرة أثناء صعودها أو إقلاعها من مطار كاريبا. جنود ZIPRA استعانهن بمشورة المدربين السوفييت في صياغة الإصدار الخاص بهم من الثورة الشعبية واستراتيجيتهم الخاصة الاستيلاء على البلاد. وكان في المنطقة، 1400 من السوفييت، 700 من ألمانيا الشرقية و 500 كوبي كمدربين لقوات ZIPRA. بناء على مشورة من السوفييت، جنود ZIPRA تراكموا تدربوا على أساس أنهم قوات تقليدية وعلى الآليات السوفيتية من العربات المدرعة وعدد من الطائرات الصغيرة وأخدوا دعما كبيرا من دول أخرى كزامبيا وألمانيا الشرقية.

## أحداث قبل الحرب

### العصيان المدني (1957 - 1964)

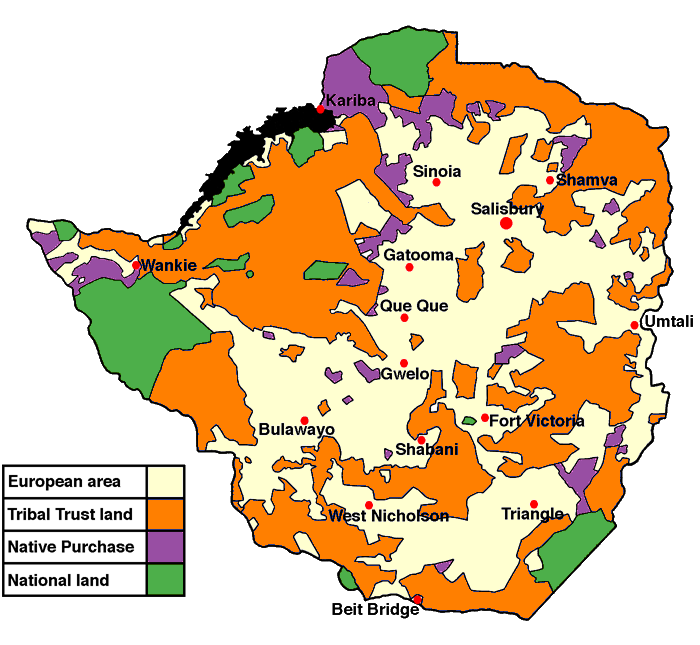
خريطة لروديسيا و تصنيف المناطق و من يسطير عليها

في سبتمبر 1956, الأسعار في سالزبوري ارتفعت كثيرا جدا مما سبب انخفاضا في أجور العمال بنسبة ما بين %18 و %30. في 12 سبتمبر 1957، أعضاء عصبة شباب المدينة حزب المؤتمر الوطني الأفريقي جنوب الروديسي بقيادة جوشوا نكومو. منظمة بقعة الجلد البيضاء حظرت SRANC (حزب المؤثمر الوطني الأفريقي جنوب الروديسي) في عام 1959 واعتقلت 307 من قادته، باستثناء نكومو الذي كان خارج البلاد في 29 فبراير في عملية سينرايز. نكومو، موغابي، هربرت شيتيبو، وندابانيغي سيثول أنشؤوا الحزب الوطني الديمقراطي (NDP) في يناير كانون الثاني 1960. نكومو أصبح زعيمه في أكتوبر تشرين الأول. إن وفدا للحزب الوطني الديمقراطي NDP برئاسة نكومو حضر مؤتمرا دستوريا في يناير كانون الثاني 1961. وفي حين نكومو في البداية دعم الدستور، كان موقفه مختلف ومعاكس لمواقف قادة الحزب الوطني الديمقراطي NDP. الحكومة حظرت NDP في ديسمبر كانون الأول 1961 وألقت القبض على قادته باستثناء نكومو الذي مرة أخرى كان خارج البلاد. نكومو شكل ZAPU (الاتحاد الشعبي الأفريقي الزيمبابوي) الذي إدارة منظمة بقعة الجلد البيضاء حظرته في سبتمبر 1962. الحزب الفيدرالي المتحد (UFP) الذي صعد إلى السلطة منذ 1934, كسب ما يقرب من كل المصالح الزراعية والتجارية الرئيسية في جنوب روديسيا. استمر الوضع السياسي متأزما حتى 8 أغسطس عندما أعلن كبار السياسيين في روديسيا قيام الاتحاد الوطني الأفريقي الزيمبابوي وشكل أعضاء فيه الجناح العسكري له الذي سمي جيش التحرير الوطني الأفريقي الزيمبابوي، وأرسلت جمهورية الصين الشعبية أشخاصا لتدريب جنوده.

## مسار الحرب

### المرحلة الأولى (1964-1972)

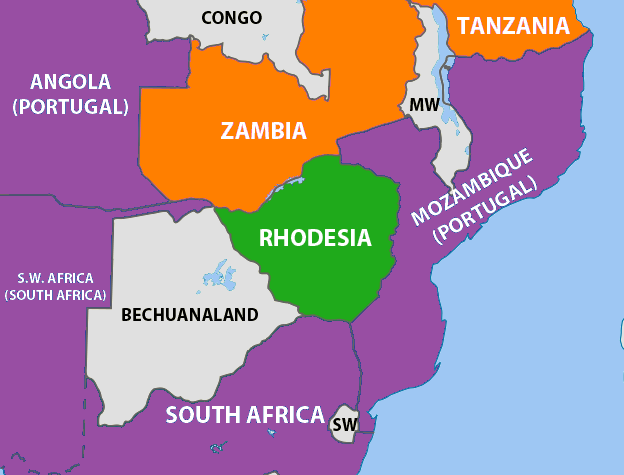
خريطة لروديسيا و الدول المعادية و المساندة لها

في 4 يوليو 1964 اندلعت الحرب الأهلية الروديسية رسميا حينما قام متمردو الاتحاد الوطني الأفريقي الزيمبابوي بنصب كمين لرئيس العمال الأبيض لشركة سلفيستريم واتل، بيتر يوهان أندري أوبرهولز وقتل فيه. مقتله كان له تأثير دائم على مجتمع البيض رغم ذلك بقي متماسكا. إدارة أيان سميث بعد ذلك بدأت احتجاز القادة السياسيين للاتحاد الوطني الأفريقي الزيمبابوي والاتحاد الشعبي الأفريقي الزيمبابوي في أغسطس 1964. ومن أبرز ما تم حبسهم في السجن كانوا: ندابانيغي سيثول، ليوبولد تاكاويرا، إدغار تيكيري، أنوش نكالا وموريس نياغومبو. ما تبقى من القادة العسكريين لمنظمة ZANLA لم يتم احتجازهم أمثال يوشيا تونغوغارا والمحامي هربرت شيتيبو. ثم أطلق المتطرفون (أي قوات ZIPRA الجناح العسكري لمنظمة ZAPU) هجمات ضد روديسيا من قواعد في زامبيا وفيما بعد من موزمبيق. الصراع ازداد قوة بعد الإعلان أحادي الجانب لاستقلال روديسيا عن بريطانيا في 11 نوفمبر 1965 ثم نفذت بريطانيا عقوبات على روديسيا والدول الأعضاء في الأمم المتحدة أيدت الحظر والعقوبات البريطانية عليها. الحظر يعني أن روديسيا تم تعويق طريقها في هذه الحرب مما سبب نقصا في المعدات الحديثة لكنها استخدمت وسائل أخرى في تلقي إمدادات الحرب الحيوية مثل تلقي النفط، الذخائر، والأسلحة عن طريق حكومة الفصل العنصري في اتحاد (جمهورية جنوب أفريقيا حاليا). الحرب كانت مادة دسمة أيضا لتوسيع مخططات تهريب المخدرات الدولية، الإنتاج المحلي للأسلحة والقبض على المقاتلين الأعداء. بعد ذلك في 28 أبريل 1966, قوات الأمن الروديسية قاتلت جنود ZIPRA في سينوا في المشاركة الرئيسية الأولى في هذه الحرب الأهلية. ثم سبعة رجال من ZANLA قتلوا خلال القتال ردا على محاولة قتل مدنيين اثنين في مزرعة بالقرب من هارتلي بعد ثلاثة أسابيع من أول معركة بين RhSF (قوات الأمن الروديسية) و ZIPRA (الجيش الشعبي الثوري الأفريقي الزيمبابوي). قبل انهيار الحكم البرتغالي في موزامبيق في 1974 - 1975, فإن الروديسيون كانوا قادرين على الدفاع عن الحدود مع زامبيا بسهولة نسبيا ومنع العديد من عمليات التوغل لقوات حرب العصابات (ZANLA و ZIPRA). إن روديسيا كانت قادرة على إنشاء خطوط دفاع قوية على طول نهر زامبيزي لبدأ عملية من بحيرة كاريبا إلى الحدود الموزمبيقية. حوالي 30 رجلا أنشؤوا مخيمات في 8 كيلومترات من طرق روديسيا بدعم من وحدة الرد السريع المحمول للدفاع عن أنفسهم. بين 1966 و 1970 هذه الدفاعات تسببت في مقتل 175 من ZANLA و ZIPRA وفقدان 14 آخرين منهم. استمر النزاع في مستوى منخفض حتى 21 ديسمبر 1972 عندما قوات ZANLA هاجمت مزرعة ألتينا في شمال شرق روديسيا. ردا على انتقال الروديسيين إلى المخيمات الخارجية لضربهم وتنظيم هذه المناطق قبل التسلل إليها. سرا عبر الحدود، انطلقت خدمة العمليات الجوية الخاصة في منتصف 1960 وقوات الأمن الروديسية بالفعل دخلت في ملاحقات واشتباكات كبيرة مع موزمبيق. ومع ذلك، ثلاثة أسابيع بعد الهجوم على مزرعة ألتينا، جنود ZANLA قتلوا مدنيين اثنين واختطفوا آخر وانتشرت شائعة بأنه تارة في موزمبيق وتارة أخرى في تنزانيا. في استجابة لقوات SAS (قوات العمليات الجوية الخاصة أو Special Air Services Forces)، تم إعطائها موافقة من الإدارة البرتغالية في موزمبيق لبدأ أول عملية خارجية رسمية وحكومة روديسيا بدأت تجيز عدد متزايد من العمليات الخارجية (أي خارج روديسيا). في المرحلة الأولى من الصراع (حتى نهاية 1972), روديسيا كان في موقع عسكري وسياسي قوي. المقاتلين القوميين لم يتمكنوا من إنجاز أي غارات عسكرية خطيرة ضد روديسيا. في وقت مبكر من 1970، المجموعتين الرئيسيتين القوميتين (ZANU و ZAPU) واجهتا انقسامات داخلية خطيرة، المساعدات من منظمة الوحدة الأفريقية كان مؤقتة فقط. في عام 1971، حوالي 129 من القوميين طردوا من زامبيا بعد أن تم توجيه اتهامات لهم بالتآمر ضد الرئيس كينيث كاوندا. بريطانيا قامت بجهود كبيرة لعزل روديسيا اقتصاديا لكن حكومة أيان سميث صمدت أمامه. وفي الواقع، في وقت متأخر من 1971، حكومات بريطانيا وروديسيا تفاوضتا لإيجاد حل وسط وتسوية سياسية التي من شأنها أن تنشأ حكومة وحكما تسيطر عليه الأغلبية الأفريقية السوداء. لكن عندما وجد أن مثل هذا سيكون متأخرا أي بعد وقت طويل بدأ النزاع بين الطرفين والاتفاق انهار. في عام 1971, روديسيا انضمت إلى تحالف ألكورا وهو تحالف دفاعي سري مقره في جنوب أفريقيا وتم إنشاءه رسميا في عام 1970 من قبل البرتغال وجنوب أفريقيا. تحالف ألكورا رسميا عمق سياسة التعاون العسكري بين الدول الثلاث في مكافحة التمرد الثوري في أراضي روديسيا، أنغولا، موزامبيق وجنوب غرب أفريقيا (ناميبيا حاليا) وللوقاية ضد أي اعتداءات خارجية محتملة على هذه الدول أو الدول المجاورة لها. انهيار الحكم البرتغالي في موزامبيق أدى إلى إنشاء ضغوط سياسية وعسكرية جديدة على حكومة روديسيا للقبول بمبدأ حكم الأغلبية فيها.

### المرحلة الثانية (1972-1979)
القوميين السود استمروا في العمل في معزل من القواعد العسكرية في زامبيا المجاورة وأصبحوا يعملون في المناطق التي تسيطر عليها جبهة تحرير موزمبيق (FRELIMO) في مستعمرة موزامبيق البرتغالية مما يجعلهم يقومون بغارات دورية على روديسيا. في 1973، أنشطة حرب العصابات زادت في أعقاب غارة مزرعة ألتينا، ولا سيما في الجزء الشمالي الشرقي من البلاد حيث أفواج من السكان هناك تم إجلاءهم من المناطق الحدودية، والخدمة العسكرية الإلزامية على البيض مددت إلى سنة كاملة. الحرب ازدادت ضراوة، التجنيد الإلزامي طال كل الرجال الذين تتراوح أعمارهم بين 38 و 50, على الرغم من هذا كان هناك تعديل في هذا عام 1977 والذكور البيض الذين تتراوح أعمارهم بين 17 عاما فما أقل سمح لهم بمغادرة البلاد هربا من الحرب. في عام 1976, طول الخدمة العسكرية العاملة مددت إلى 18 شهرا وهذا ترك تأثير على الفور الجنود الذين على وشك أن تنتهي خدمتهم نفروا من ذلك بعد تمديد خدمتهم 6 أشهر إضافية. إضافة إلى ذلك، حكومة روديسيا جندت الرجال السود للتطوع الخدمة العسكرية وقبل أن يبدأ عام 1976، كان نصف الجيش الروديسي يتألف من الجنود السود. على الرغم من دوران تساؤلات حول ولائهم فإن حكومة روديسيا صرحت أن لا شكوك حول ولائهم، ومخطط تدريب الضباط السود بدأ تنفيذه وأغلب الفقراء السود دخلوا قوات الأمن الروديسية RhSF في 1976. روديسيا أيضا جندت متطوعين أجانب في الخدمة، ومجموعات منهم بدؤوا العمل فيها وفي شركات الأمن الخاصة بها وبلغ عددهم 8 شركات مستقلة. في أبريل 1974, اليساريون أطلقوا ثورة القرنفل في البرتغال بشرة لنهاية الحكم الاستعماري في موزمبيق. تم تشكيل حكومة انتقالية وموزمبيق أصبحت مستقلة تحت حكم جبهة تحرير موزامبيق في 25 يونيو 1975. مثل هذه الأحداث أثبتت أن ما فعلته قوات ZANLA كان إيجابيا لها وكارثيا لروديسيا وأضافت 800 كيلومتر من الحدود لدائرتها وأصبحت موزمبيق داعما بل متحالفة مع ZANU و ZANLA وأكثر عداء مع روديسيا وحكومة أيان سميث. وفي الواقع، مع زوال الإمبراطورية البرتغالية، إيان سميث أدرك أن روديسيا أصبحت محاطة من ثلاث جهات معادية وأعلن رسميا حالة الطوارئ فيها. بعد ذلك، موزمبيق أغلقت حدودها ومع ذلك، واصلت قوات روديسيا استكمال غاراتها ومطارداتها لجنود ZANLA و ZIPRA ومهاجمة القوميين في معسكرات تدريبها ودخلت في مناوشات مع قوات الأمن الموزمبيقية. في عامي 1975 و 1976، كان من الواضح أن تأجيل حكم الأغلبية انتهى وقته واستراتيجية حكومة سميث اتكأت في حجر الزاوية منذ نهاية عهد UDI وأصبحت غير مجدية. علنية دعم جنوب أفريقيا لروديسيا تراجع وقلصت المساعدات الاقتصادية إليها وخفضت شحنات الأسلحة لها وسحبت العديد من موضفيها من بما في ذلك وحدة شرطة الحدود التي ساعدة في حراسة الحدود الروديسية - الزامبية. في وقت متأخر في عام 1976, إيان سميث قبل العناصر الأساسية لمقترحات الحل الوسط من قبل وزيرة الخارجية الأمريكي هنري كيسنجر ووافق على بدأ حكم الأغلبية بعد عامين أي في ما بين 1978 - 1979. حكومة سميث سعت للتفاوض لبدأ تسوية مقبولة ومعتدلة مع زعماء السود وللاحتفاظ بتأثير قوي للأبيض في المجالات الرئيسية. الجيش الروديسي (RhA) وقوات الأمن الروديسية (RhSF) والقوات المسلحة الأخرى بدؤوا مفاوضات مع ZANLA (جيش التحرير الوطني الأفريقي الزيمبابوي) و ZIPRA (الجيش الشعبي الثوري الأفريقي الزيمبابوي) للحفاظ على أسلحتها وقوتها العسكرية.

### غارة نيادزونيا
قوات الأمن الروديسية استدعت بدوام جزئي جنودها استعدادا لهجوم مضاد رئيسي في 2 مايو 1976 وفي 9 أغسطس 1976, قوات الكشافة سيلوس الروديسية هاجمت جنود ZANLA في مخيم نيادزونيا في موزمبيق الذي يحتوي على أكثر من 5000 من المقاتلين وعدة مئات من اللاجئين. حيث دخل إلى هناك 72 جندي من قوات الكشافة سيلوس يرتدون الزي الرسمي لجبهة تحرير موزمبيق وغيروا شكل سياراتهم لتتناسب مع سيارات جبهة تحرير موزمبيق. الجنود البيض كانوا يرتدون أقنعة سوداء وعبروا في طائرات بدون طيار المعبر الحدودي في موزمبيق في الساعة 00:05 في 9 أغسطس ونزلوا في الصباح الباكر في المخيم محتالين على قوات FRELIMO ليدخلون إليه. عندما وصلوا إليه في 08:25، جنود ZANLA كانوا يدخلون إليها، وكان يتدرب حوالي 4000 مقاتل على استخدام الآليات التي مثلها عند RhA و RhSF. عندما كل جنود روديسيا استعدوا للقتال فصعدوا إلى سيارتهم ووضعوا مكبرات الصوت وأعلنوا بلغة الشونا أو اللغة الشونية "Zimbabwe Tatora" أو بالعربية «نحن لقد أخدنا زيمبابوي». الكوادر العسكريين بدؤوا الهتاف وركضوا نحو المركبات لدخول مخيم نيادزونيا. ثم فتح الروديسيون النار على قوات ZANLA واستمرار إطلاق النار حتى لم يكن هناك حركة في المخيم وعادوا إلى روديسيا بعد ذلك. أكثر من 1000 مسلح من ZANLA قتلوا من قبل RhSF و SSF (قوات الكشافة سيلوس) وأصيب أربعة من جنودها بجروح طفيفة. هذا الرقم هو الذي أكده ZANLA في تقرير رسمي بشأن هذه المسألة، على الرغم من أنه هو و ZIPRA على حد سواء ادعوا أن نيادزونيا كان مخيم لللاجئين وجنودهما غير موجودين به. فيما بعد، في 7 أكتوبر 1976, قوات جيش التحرير الوطني الأفريقي الزيمبابوي والجيش الشعبي الثوري الأفريقي الزيمبابوي قصفتا جسر السكك الحديدية على نهر ماتيتسي عندما تجاوزه قطار تابع للروديسيين يحمل موادا خام لهم. الحرب الأهلية ازدادت ضراوة، الولايات المتحدة وبريطانيا حاولتا التفاوض للوصول إلى تسوية سلمية ومع ذلك هذا رفض من قبل حكومة روديسيا لأن هذا يعني تشاركها السلطة مع ZANU وجناحه العسكري ZANLA أو مع ZAPU وجناحه العسكري ZIPRA.

### تصعيد الحرب (1977)

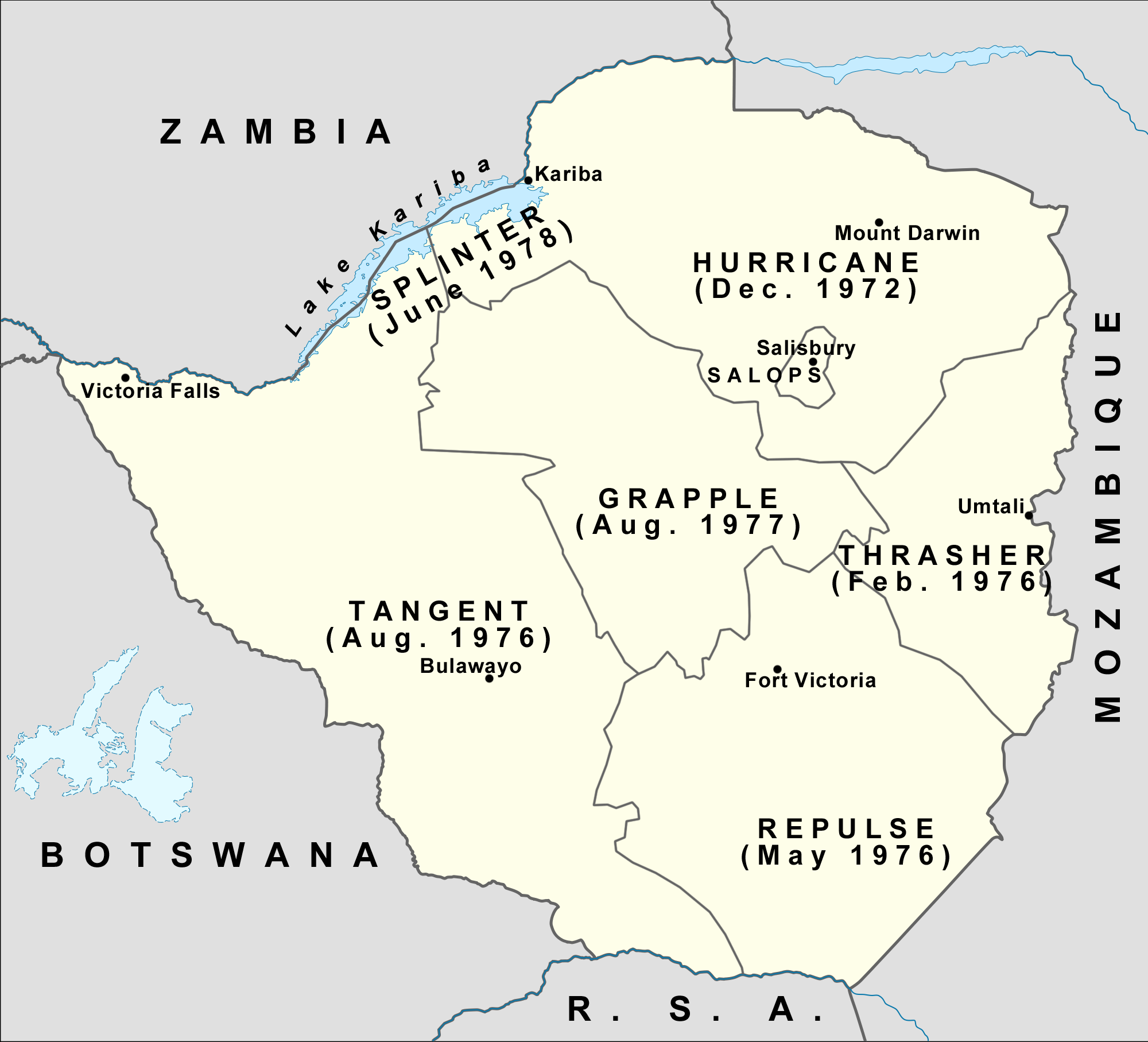
خريطة لروديسيا (زيمبابوي) تظهر مواقع عمليات قوات الأمن الروديسية

في 1977، الحرب انتشرت في جميع أنحاء روديسيا. ZANLA استمر في العمل مع موزمبيق وظل مهيمنا على شعوب ماشونا في شرق ووسط روديسيا. وفي الوقت نفسه، ZIPRA ظل نشطا في الشمال الغربي باستخدامه قواعد في زامبيا وبوتسوانا وكانت أساسا بدعم من قبائل النديبيلي وأصبح النزاع أكثر تعقيدا بالنسبة للقتال وتنظيما بالنسبة للمتحاربين. لم يعد هناك مقاتلين غير نظاميين خصوصا الذين هم تابعين للجناح العسكري لحزب ZANU أو ZAPU في هذه النزاع المسلح الأهلي وفي الواقع الكل أصبح مجهزا تجهيزا جيدا مع أسلحة حديثة، وعلى الرغم من أن العديد منهم أصبحوا مسلحين ومجهزين لكن غير مدربين على قتال حرب العصابات وهم قد اكتسبوا ما سمي معارف أولية فيها من كوادر من دول شيوعية والدول المتعاطفة معهما. وفي 3 أبريل 1977, الجنرال بيتر والس أعلن أن الحكومة ستطلق حملة لكسب رضى «المواطنين السود في روديسيا». في مايو، والس تلقى تقارير عن حشد لقوات ZANLA في قاعد مدينة ماباي العسكرية في مقاطعة كازا، موزمبيق. رئيس الوزراء أيان سميث أعطى الإذن بتدمير تلك قاعدة.

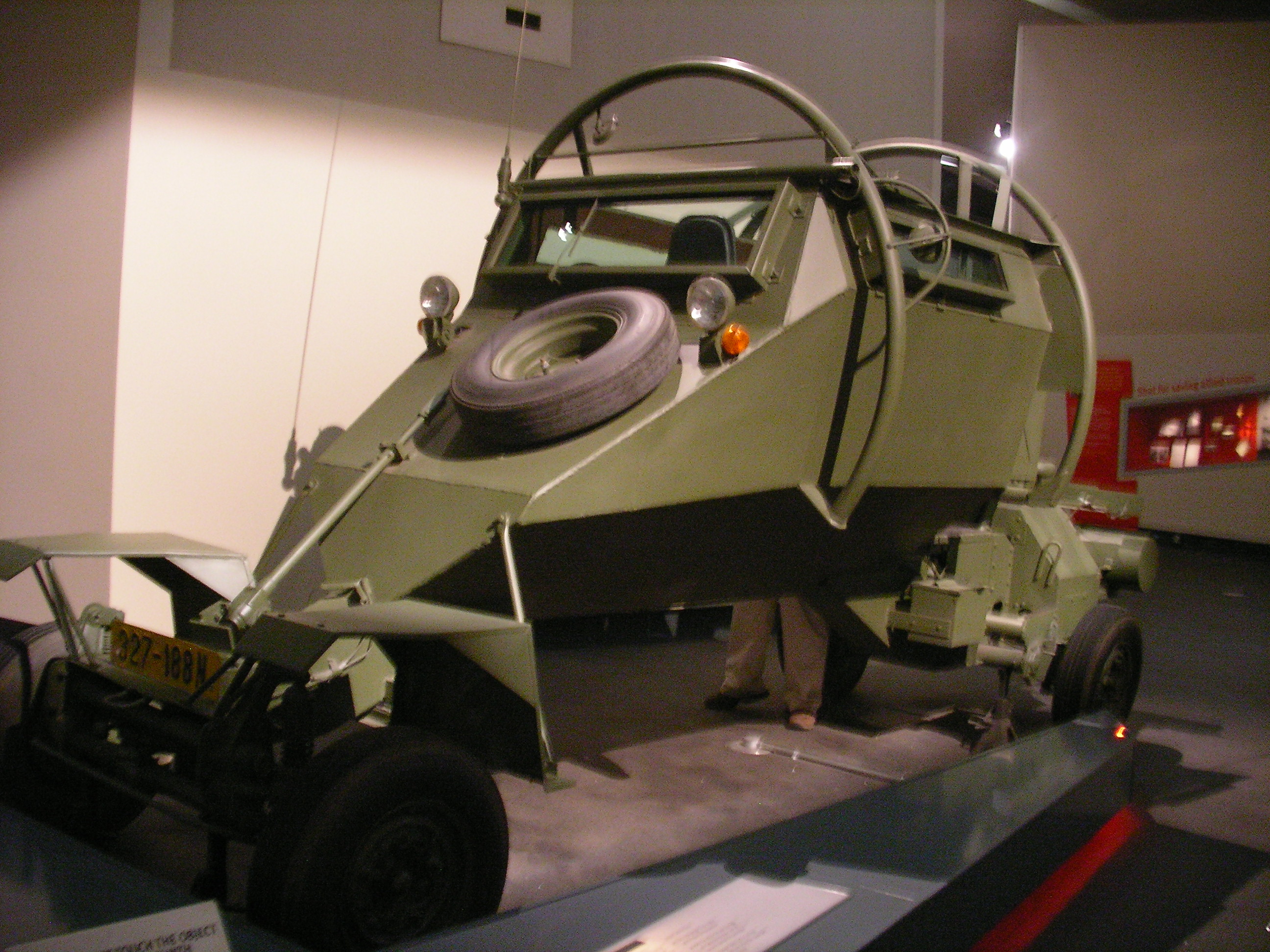
سيارة عسكرية استخدمت في الحرب في متحف مانشستر ، بريطانيا

بيتر والس قال لوسائل الإعلام في روديسيا أن القوات الروديسية تغير تكتيكاتها من تحتوي باستمرار للبحث وتدمير «قوات المتمردين (أي قوات ZANLA و ZIPRA)». وفي 30 مايو 1977, خلال عملية أزتيك، 500 جندي من القوات الموزمبيقية عبروا الحدود ومروا بحوالي 60 كم إلى ماباي للشتراك مع قوات ZANLA في قتالها مع القوات الجوية وقوات المظليين الروديسية باستخدام طائرات سي-47 داكوتا. روديسيا قالت أنها قتلت 32 من مقاتلي ZANLA وفقدت أحد جنودها. حكومة موزمبيق دخلت في نزاع حول عدد الضحايا قائلة أنها أسقطت ثلاث طائرات روديسية من هليكوبتر وأحد جنودها اختطفته RhSF (قوات الأمن الروديسية) وحولته إلى أسير لكن وزير العمليات المشتركة روجر هوكينز نفى صحة ما قالته موزمبيق. مجلس الأمن الدولي فيما بعد بما سماه «دخول نظام الفصل العنصري غير القانوني في روديسيا الجنوبية» إلى موزمبيق في القرار 411 في 30 يونيو 1977. الجنرال بيتر والس أعلن أن قوات روديسيا العسكرية تحتل مدينة ماباي للقضاء على قوات جيش التحرير الوطني الأفريقي الزيمبابوي ZANLA. كورت فالدهايم الأمين العام في الأمم المتحدة، أدان الحادث في 1 يونيو مما اضطر روديسيا إلى سحب قواتها. الحكومات الأمريكية، البريطانية، والسوفيتية أيضا أدانوا احتلال ماباي. متشددون يشتبه أنهم تابعون لقوات ZIPRA قصفوا متجر ولورثس في سالزبوري في 6 أغسطس 1977 مما أسفر عن مقتل 11 شخصا وإصابة 70 آخرين وفي المقابل قتل ستة عشر مدنيا من السود في شرق روديسيا في 21 أغسطس عند حرق منازلهم التي تقع في مزرعة يملكها البيض. في نوفمبر تشرين الثاني 1977, ردا على دخول مقاتلو ZANLA الكبير إلى موزامبيق، شنت قوات روديسيا عملية دينغو كهجوم وقائي جمع بين الأسلحة المتطورة وتكتيكات حرب العصابات في مخيمات في شيمويو وتيمبويو في موزمبيق. الهجوم أجري على مدى ثلاثة أيام، في الفترة من 23 إلى 25 نوفمبر 1977. حين أن هذه العمليات أسفرت عن مقتل الآلاف وخسارة روبرت موغابي للعديد من الكوادر التابعين لجيش التحرير الوطني الأفريقي الزيمبابوي، ربما حرب العصابات وعمليات التوغل في الأشهر التي تلت أنقصت حدة دخول قوات ZANLA إلى موزمبيق لكن التمرد استمر خلال عام 1978. وأدى ذلك إلى تعطيل طريق جبهة تحرير موزمبيق للسيطرة على كل البلاد، منظمة الاستخبارات المركزية الروديسية ساعدت على إنشاء حركة تمرد خاصة بها داخل موزمبيق ودعمتها. هذه الحركة عرفت باسم حركة المقاومة الوطنية الموزمبيقية أو المقاومة الوطنية الموزمبيقية أو RENAMO فقط وقد كانت اشتبكت مع جبهة تحرير موزمبيق حتى في الوقت الذي قوات روديسيا تحارب ZANLA في موزمبيق. في مايو 1978, أكثر من 50 من المدنيين قتلوا في تبادل إطلاق النار تبادل بين الماركسيين المعتدلين والشيوعيين المتشددين داخل معسكرات قوات روديسيا العسكرية، وهو أعلى عدد من المدنيين يقتل في ضربة واحدة. في يوليو، أعضاء الجبهة الوطنية الروديسية قتلوا 39 مدنيا أسود فيما قتلت حكومة روديسيا 106 جندي من ZIPRA. وفي 4 نوفمبر 1978 الجنرال بيتر والس قال أن 2000 من مقاتلي الجبهة الوطنية تم قتلهم لإخفاء عيب ضعف روح القتال لدى قوات الأمن الروديسية لكن في الواقع، فقط 50 جندي من ZIPRA وأحيانا بعضهم من ZANLA قتلوهم جنود RhA أو RhSF. في ديسمبر 1978, وحدة من ZANLA أو جيش التحرير الوطني الأفريقي الزيمبابوي دخلت ضواحي سالزبوري وأطلقت وابلا من الصواريخ والقذائف والقنابل الحارقة وصهاريج الأسيد على مستودعات تخزين النفط مما أدى إلى انفجار قوي جدا بفعل احتراق صهاريج تخزين البترول وظهر عمود من الدخان يمكن أن ينظر إليه على بعد 130 كم كحد أقصى من سالزبوري لمدة خمسة أيام. نصف مليون برميل من المنتجات البترولية أي ما يقارب ربع استهلاك روديسيا من الوقود والمشتقات النفطية تم تدميرها. في عام 1978، 450 من مقاتلي ZANLA عبروا الحدود الموزمبيقية وهاجموا بلدة أومتالي. في ذلك الوقت الاتحاد الوطني الأفريقي الزيمبابوي بأن المهاجمين التابعين له من النساء وهذا أمر غريب لكن في عام 1996، جويس موجورو أكد أن الغالبية العظمى المشاركة في هذا الهجوم من الرجال والاتحاد الوطني الأفريقي الزيمبابوي كتب قصة من وحي هواه وجعل بها المنظمات الغربية تعتقد بأن النساء شاركوا في القتال. وفي رد على هذه الأعمال، القوات الجوية الروديسية قصفت قوات حرب العصابات القومية ZANLA و ZIPRA داخل مخيماتهم في 125 كيلومتر من أراضي موزمبيق باستخدام طائرات كانبيرا بي-2 وهوكر هنتر وبقيت الغارات الجوية بين سلاح الجو الروديسي وجنوب الأفريقي ضد قوات ZANLA و ZIPRA أو بالعكس طيلة ما بقي من الحرب حتى نهايتها.

### إسقاط الطائرات
العمليات الخارجية لروديسيا لقتل نكومو وتدمير قواته ZIPRA أدت إلى قتل مدنيين اثنتين وإسقاط طائرات فيكرز ألفيكونتو نزلت قوات روديسية في سالزبوري بالقرب من مطار كاريبا لقتل كوادر ZIPRA. بواسطة صاروخ SAM-7 سوفيتي الصنع. في أحد الحوادث، ثمانية عشر مدنيا على متن طائرة تم إسقاطها نجوا وخمسة من راكبيها آخرين ذهبوا بعيدا وعثروا عليهم في الماء. في كلمات لمجلة تايم في إحدى مقالاتها، فإن كوادر ZIPRA «جمعوا معا العشرات من الناس من حطام الطائرة وسرقوا منهم الأشياء الثمينة ثم أخيرا قتلوهم بأسلحتهم النارية بشكل عشوائي». نكومو أعلن مسؤولية جيشه عن الهجوم وتحدث عن ذلك إلى هيئة الإذاعة البريطانية (BBC). في هجوم ثاني، فقط 59 مدنيا على متن الطائرة قتلوا في تحطم طائرة أخرى. وفي رد على إسقاط الطائرة رقم 825 في سبتمبر 1978, القوات الجوية الروديسية استخدمت قاذفات القنابل كانبيرا وطائرات هليكوبتر الحربية لمهاجمة قوات الجيش الشعبي الثوري الأفريقي الزيمبابوي عن طريق استخدام أسلوب من أساليب حرب العصابات في قاعدة في غرب الأراضي الزراعية بالقرب من لوساكا في أكتوبر 1978 رغم تحذير زامبيا لتلك القوات بعدم التدخل. واستخدام مثل هذه الطائرات في هذه الحرب الأهلية زاد ضراوتها. في وقت متأخر من سبتمبر 1979, على الرغم من زيادة التطور في مستوى قوات حرب العصابات القومية في موزامبيق، قامت قوات الكشافة سيلوس بتنفيذ غارة عليها بالمدفعية وبدعم جوي في منطقة نيوشيمويو وكشف التقارير أنها أدت إلى خسائر ثقيلة لقوات ZANLA وسقوط العديد من الضحايا. رغم نجاح الغارة فإنها لم تسقط ولو جزء بسيط من ضحايا حادث تفجير خزانات نفط سالزبوري لأن روديسيا نفذتها كانتقام لذلك.

### الضغط العسكري
إن أكبر مشكلة في هذه الحرب الأهلية هو أنه من قبل 1979, جنبا إلى جنب ZIRPA و ZANLA هناك قوة مجهولة الاسم روديسية الجنسية بلغ مجموعها على الأقل 12.500 مقاتل وكان من الواضح أن هؤلاء المسلحين يتمكنون من دخول البلاد بمعدل أسرع من القوات الروديسية وتتمكن بسهولة من احتلال المناطق عرفت باسم FROLIZI وهي اختصار Front Liberation Of Zimbabwe أو جبهة تحرير زيمبابوي. إضافة إلى ذلك، 22.000 من مقاتلي ZIPRA و 16.000 من مقاتلي ZANLA لا يزالون غير ملتزمين بالمشاركة في هذه الحرب الأهلية وهم خارج البلاد. قوات ZIPRA التابعة لجوشوا نكومو أعدت نفسها في زامبيا بهدف مواجهة الروديسيين من خلال الغزو التقليدي. سواء مثل هذا الغزو كان يمكن أن يكون ناجحا على المدى القصير فقط لأن غزوا للجيش الروديسي RhA والقوات الجوية الروديسية RhAF يعتبر موضع شك في نجاحه. ومع ذلك من الواضح هو أن التمرد كان ينمو في قوة كبيرا يوميا وقدرة قوات الأمن الروديسية على مواصلة السيطرة على البلد بأكمله كان تتعرض إلى تحد خطير في مواجهة قوات حرب العصابات القومية ZANLA و ZIPRA. وضع السكان المدنيين في خطر، الجيش الشعبي الثوري الأفريقي الزيمبابوي وجيش التحرير الوطني الأفريقي الزيمبابوي بشكل خاص ساعدوا في خلق الظروف التي تسارع في تفشي ظاهرة هجرة البيض. هذا لم يأخد على محمل الجد وهذا قوض الروح المعنوية للسكان البيض، كان أيضا هذا تدريجيا يحد من توافر تدريب لاحتياطيات الجيش والشرطة. الاقتصاد عانى أيضا بشدة نتيجة الحرب والناتج المحلي الإجمالي الروديسي انخفض جدا في أواخر 1970. جزء من أسباب التدهور الاقتصادي كان هو استدعاء كل الرجال البيض لفترات طويلة للخدمة العسكرية، التي كان لها تأثير كبير على العديد من الأسر الروديسية. ومن الناحية السياسية، فإن الروديسيين كانوا يعلقون فقط على آمالهم الداخلية في تسوية سياسية بالتفاوض مع القادة الوطنيين المعتدلين السود في عام 1978 وقدرتهم على تحقيق الاعتراف الخارجي بهم وكسب دعمهم. هذه التسوية الداخلية أدت إلى إنشاء دولة زيمبابوي - روديسيا تحت دستور جديد في عام 1979.

### القرار
في إطار اتفاق في مارس 1978, تمت إعادة البلاد تسمية باسم زيمبابوي - روديسيا، وفي الانتخابات العامة في 24 أبريل 1979, الأسقف هابيل موزريوا أصبح أول رئيس وزراء أسود لهذا البلد الجديد. وفي 1 يونيو 1979, يوشيا زيون غوميدي أصبح رئيسا لزيمبابوي - روديسيا. أدت تسوية داخلية إلى سيطرة اليسار على الأمور العسكرية، الشرطة، الخدمات المدنية، والقضاء أما البيض فقد حصدوا حوالي ثلث المقاعد في البرلمان. كان هذا في الأساس لتطبيق مبدأ تقاسم السلطة بين البيض والسود. الفصائل بقيادة نكومو وموغابي نددت بالحكومة الجديدة ووصفتها على أنها دمية من البيض الروديسيين واستمر القتال.

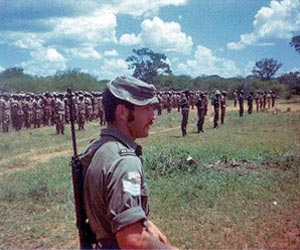
قوات تابعة للجيش الشعبي الثوري الأفريقي الزيمبابوي

كذلك، على الرغم من أن أعضاء مجلس الشيوخ الأمريكي صوتوا على رفع العقوبات ضد زيمبابوي - روديسيا، فإن إدارة كارتر أيضا رفضت الاعتراف بالتسوية الداخلية الجديدة. وفي حين رئيس الوزراء تيتشر بوضوح تعاطف مع التسوية الداخلية الجديدة فقد قال أن قادة ZANLA و ZIPRA هم «إرهابيين» وأنهم مستعدون لتقديم المزيد من الدعم لحكومة زيمبابوي - روديسيا لإيجاد حل وسط لإنهاء القتال. كانت بريطانيا أيضا مترددة في الاعتراف بالتسوية الداخلية الجديدة خوفا من كسر وحدة الكومنولث ومن ثمة في عام 1979, حكومة تاتشر دعت إلى مؤتمر سلام بلندن ودعت جميع القادة الوطنيين للحضور إليه. نتائج هذا المؤتمر أصبحت معروفة باسم اتفاق بيت لانكستر. خلال المؤتمر، حكومة زيمبابوي- روديسيا قبلت التخفيف من التسوية الداخلية التي بدأت في1978 في حين موغابي ونكومو وافقا على نهاية الحرب في مقابل بدأ انتخابات جديدة يمكن أن ينتخبا فيها. العقوبات الاقتصادية المفروضة على روديسيا رفعت في أواخر 1979 والبلاد عادت إلى الحكم البريطاني المؤقت حتى الانتخابات القدمة. قانون دستور زيمبابوي- روديسيا 1979 غير قوانينها القديمة في 11 ديسمبر 1979 رسميا إلى قوانين الوضع الاستعماري التي كانت في روديسيا الجنوبية. البرلمان الزيمبابوي - الروديسي حل مؤقتا واللورد سواميس تم تعيينه من قبل الحكومة البريطانية لحكم البلاد كحاكم مؤقت، عند وصوله إلى سالزبوري في 12 ديسمبر قام بالسيطرة على السلطة من الرئيس غوميدي حتى استقلال زيمبابوي - روديسيا. وفي 21 ديسمبر 1979, أعلن وقف إطلاق النار، بعد ذلك أجريت الانتخابات المقرر إجراؤها في وقت مبكر من 1980. الكومنولث البريطاني نشر قوة مراقبة في البلاد لمراقبة الفترة الانتقالية. بريطانيا ساهمت بأكثر من 800 جنودها و 300 من القوات الجوية الملكية، جنبا إلى جنب مع وحدات بحرية صغيرة. أستراليا، فيجي، كينيا، ونيوزيلندا ساهموا أيضا بأعداد أقل من القوات. خلال انتخاب 1980, كان هناك اتهامات بترويع الناخبين من قبل كوادر حرب العصابات التابعين لموغابي، أقسام منها اتهموا بعدم تجميع الناخبين في نقاط التجمعات الانتخابية على النحو المطلوب في اتفاقية بيت لانكستر، والمراقبين الدوليين فضلا عن اللورد سواميس اتهموا بتهم أخرى. قوات روديسيا العسكرية أعطت الإذن ببدأ دراسة جادة لتنفيذ انقلاب عسكري في مارس 1980. هذا الانقلاب المزعوم يتكون من مرحلتين: عملية كوارتز (أو عملية المرو) وهي عبارة هجمات منسقة بأسلوب حرب العصابات وعملية هيتيك (أو عملية الحمى) لتنفيذ اغتيال روبرت موغابي ومساعديه الرئيسيين لكن هذا الانقلاب لم يلقى دعما لأن أكبر قبيلة في البلاد: قبيلة الشونا كانت من أكبر داعمي روبرت موغابي. علاوة على ذلك، هناك غياب واضح لأي دعم خارجي لمثل هذا الانقلاب وتنفيذه يعني بدأ حرب أهلية جديدة لأنه في الغالب سيفشل وسيشعل الحرب الأهلية الروديسية الثانية وهذا ما يكرهه الكل. الانتخابات في وقت مبكر 1980 أدت إلى انتصار روبرت موغابي، الذي تولى منصب رئيس الوزراء بعد تلقي الاتحاد الوطني الأفريقي الزيمبابوي- الجبهة الوطنية %63 من الأصوات وهذا ما سبب في 16 مارس 1980 إلى سحب الكومنولث لقواتها من زيمبابوي-روديسيا باستثناء 40 من جنود المشاة المدربين الذين مؤقتا بقوا لتدريب الجيش الجديد (الجيش الوطني الزيمبابوي). وفي 18 أبريل 1980, الحكم البريطاني المؤقت انتهى والبلاد رسميا أصبحت مستقلة واكتسبت الاعتراف الدولي بها. مستعمرة روديسيا الجنوبية رسميا تمت إعادة تسميتها زيمبابوي وفي 18 أبريل 1982, غيرت الحكومة اسم عاصمة البلاد من سالزبوري إلى هراري.

## بعد نهاية الحرب
وفقا للإحصاءات الحكومية الروديسية، أكثر من 20000 شخص قتلوا خلال الحرب. من ديسمبر 1972 إلى ديسمبر 1979, 1361 من أعضاء قوات الأمن الروديسية قتلوا، جنبا إلى جنب مع 10450 من مقاتلي ZIPRA و ZANLA الذين قتلوا في روديسيا وعدد غير معروف في موزمبيق وزامبيا مع 468 من المدنيين البيض، و 7790 من المدنيين السود قتلوا في هذه الحرب الأهلية كغير عسكريين. بعد توليه السلطة، روبرت موغابي وسع تدريجيا سلطاته وقام بتشكيل حكومة ائتلافية مع مساعدة من حزب الاتحاد الشعبي الأفريقي الزيمبابوي في منافسة مع الأقلية البيضاء. الجيش الروديسي كان اندمج مع قوات حرب العصابات القومية لتشكيل قوات الدفاع الزيمبابوية وقوات الأمن الروديسية جرى دمجها مع قوات ZANLA و ZIPRA ليندمجوا مع هذه السابقة لتشكيل الجيش الوطني الزيمبابوي وحصلت اشتباكات بين الجيش الشعبي الثوري الأفريقي الزيمبابوي وجيش التحرير الوطني الأفريقي الزيمبابوي في ما بين 1980 و 1981. في عام 1983, موغابي أقال حكومة نكومو مما أثار القتال المرير بين أنصار الاتحاد الشعبي الأفريقي الزيمبابوي وقوات عرقية النديبيلي ضد قوات الحزب الحاكم، الاتحاد الوطني الأفريقي الزيمبابوي. بين 1982 و 1985, الجيش سحق المقاومة المسلحة لمجموعات النديبيلي في ماتابيليلاند وفي منطقة ميدلاند في حملة عسكرية تعرف باسم جوكوراهوندي وهذه الحملات معروفة أيضا باسم مذابح ماتابيليلاند. معظم القتلى في الصراع بين ZAPU و ZANU كانوا ضحايا عمليات الإعدام العلنية. العنف بين ZANLA الجناح العسكري لحزب ZANU و ZIPRA الجناح العسكري لحزب ZAPU استمر حتى 1987 وتم دمج الاتحاد الوطني الأفريقي الزيمبابوي مع الجبهة الوطنية لتشكيل منظمة الاتحاد الوطني الأفريقي الزيمبابوي - الجبهة الوطنية أو ZANU-PF. في ما بعد حدود زيمبابوي، نتيجة المساعدات الروديسية لحركة RENAMO (المقاومة الوطنية الموزمبيقية) ودعم هذه الأخيرة سياسيا لها في الحرب الأهلية الروديسية أدى ذلك إلى اندلاع الحرب الأهلية الموزمبيقية، التي استمرت من 1977 حتى 1992. هذا الصراع قتل أكثر من مليون شخص، وأيضا، 5 ملايين شخص آخرين أصبحوا بلا مأوى ولا زالت آثار الحرب الأهلية الروديسية أو Rhodesian Bush War أو Rhodesian Civil War ظاهرة إلى اليوم.